# Tera Fabiánová
Tera Fabiánová, geborene Kurinová (* 15. Oktober 1930 in Žihárec; † 23. März 2007 in Prag) war eine tschechische Romni, Poetin und Schriftstellerin.

## Leben
Sie kam 1930 als eins von zehn Kindern in einer Gemeinde im Okres Šaľa in der südlichen Slowakei zur Welt. Als Tera vier Jahre alt war, zog die Familie in die unweit liegende Gemeinde Vlčany um. Dort baute der Vater ein Haus aus ungebrannten Lehmziegeln für die Familie. Sie arbeitete, seitdem sie fünf Jahre alt war, auf Bauernhöfen von wohlhabenden Bauern, wo sie schwerste körperliche Arbeit verrichtete. Infolge von Kriegswirren (der Teil der Slowakei, wo die Familie lebte, wurde 1938 Ungarn zugesprochen) hat Fabiánová nur drei Klassen der Volksschule besuchen können. 1946 zog die Familie zuerst nach Mähren und dann nach Prag um, wo sie eine Lehre als Kranfahrerin machte. Diesen Beruf übte Tera Fabianová beim Maschinenhersteller ČKD 35 Jahre lang. Sie arbeitete in Fabriken unter sehr schlechten Bedingungen. Einmal soll sie knapp dem Tod entgangen sein, weil sie giftige Chemikalien eingeatmet hatte.
Im Zuge des Prager Frühlings formierte sich die Romani Union in Prag und Tera Fabiánová schrieb für den Newsletter des Bündnisses “Romano Lil”. Ihre Kolumne verfasste sie 1970 in Romanes, der Sprache der Roma. Dies war ein historischer Moment, da es das erste literarische Werk auf Romanes in der Tschechoslowakei war.
Milena Hübschmannová, tschechische Indologin und Begründerin der tschechischen Romistik, die Tera Fabiánová lange Jahre persönlich kannte, schätzt sie unter anderem für ihren Beitrag für die Erhaltung der Roma-Kultur in der Tschechoslowakei und Tschechien.

## Auszeichnungen
- 2003: Roma-Literaturpreis für ihre Prosaarbeit vom Open Society Institute in Budapest[4].
- 2006: Milena-Hübschmannová-Literaturpreis für ihr Lebenswerk[6].

## Werke
- 1970: Kolumne "Zadáno pro Teru" / "Reserviert für Tera"  für die Zeitschrift Romano l’il[7]
- 1992: Sar me phiravas andre škola/Wie ich zur Schule ging[8]
- 1995: Kdo jsem (Příspěvky k historii Romů) / Wer ich bin (Beiträge zur Roma-Geschichte)[9]